# Elwood-Magnolia
Elwood-Magnolia és una concentració de població designada pel cens dels Estats Units a l'estat de Nova Jersey. Segons el cens del 2000 tenia 1.392 habitants.

## Demografia
Segons el cens del 2000, Elwood-Magnolia tenia 1.392 habitants, 427 habitatges, i 333 famílies. La densitat de població era de 166,9 habitants/km².
Dels 427 habitatges en un 39,8% hi vivien nens de menys de 18 anys, en un 56% hi vivien parelles casades, en un 15% dones solteres, i en un 21,8% no eren unitats familiars. En el 16,9% dels habitatges hi vivien persones soles el 6,8% de les quals corresponia a persones de 65 anys o més que vivien soles. El nombre mitjà de persones vivint en cada habitatge era de 3,17 i el nombre mitjà de persones que vivien en cada família era de 3,55.
Per edats la població es repartia de la següent manera: un 30,2% tenia menys de 18 anys, un 8,7% entre 18 i 24, un 30% entre 25 i 44, un 22,8% de 45 a 60 i un 8,4% 65 anys o més.
L'edat mediana era de 34 anys. Per cada 100 dones de 18 o més anys hi havia 97,2 homes.
La renda mediana per habitatge era de 42.105 $ i la renda mediana per família de 44.688 $. Els homes tenien una renda mediana de 31.516 $ mentre que les dones 24.167 $. La renda per capita de la població era de 13.678 $. Aproximadament el 22,4% de les famílies i el 24,5% de la població estaven per davall del llindar de pobresa.

## Poblacions més properes
El següent diagrama mostra les poblacions més properes.